# 王遵扆
王遵扆（1668年—1734年），字箴六，號秋涯，晚號問紅漁老、問紅禿頭，江蘇太倉州（今江蘇太倉市）人，清朝政治人物。

## 生平
祖父王時敏；父親王扶為王時敏第六子，廩貢生。王遵扆少孤力學，康熙二十一年（1682年）壬戌科蘇州府學庠生，五十年（1712年）辛卯科江南鄉試舉人，五十一年（1712年）壬辰科三甲進士，選翰林院庶吉士，五十二年（1713年）散館授檢討，後引疾歸里。五十三年（1714年）叔父王掞奉命主持修纂《欽定春秋傳說彙纂》，王遵扆受其舉薦回京師擔任分纂。書成後王掞又挽留王遵扆於京多年，雍正二年（1724年）方才歸鄉。三年（1725年）王掞遭雍正帝追責貶職，其二子王奕清、王奕鴻發配邊疆。王掞還鄉後由從子王遵扆服侍左右，直至送終。王遵扆以子王俊贈中憲大夫。王遵扆著有《秋涯詩稿》四卷。

## 書法

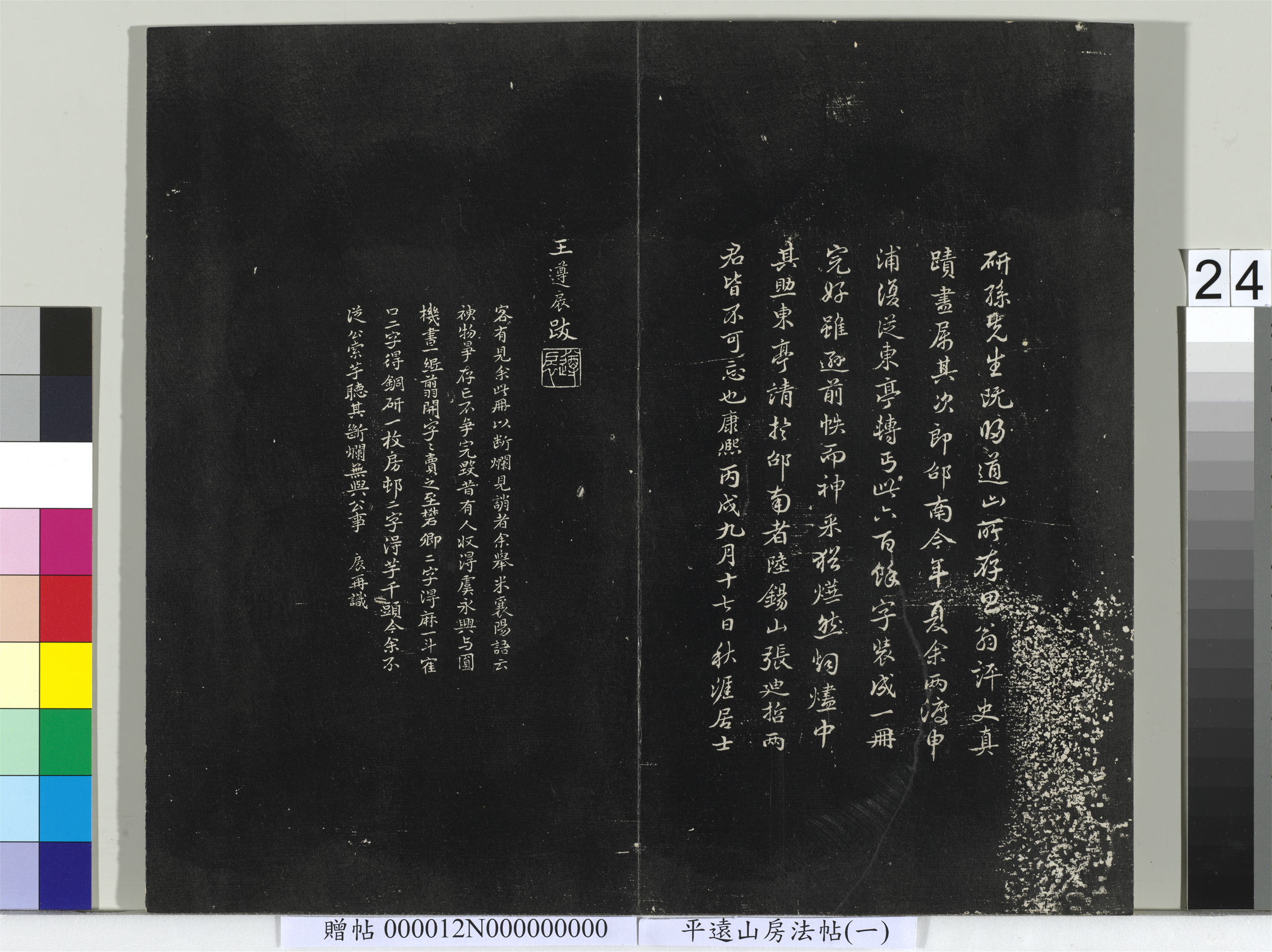
（清）王遵扆 題跋（明）董其昌 史記評註，收錄於平遠山房法帖（一）冊

王遵扆善書法，壯年時書法酷似董其昌，臨摹顏真卿，晚年愛惲壽平。